# الأيام (صحيفة سودانية)
صحيفة الأيام هي صحيفة سودانية يومية. وهي أقدم صحيفة مستقلة في السودان.
أسس محجوب محمد صالح عام 1958 الصحيفة. أُغلقَت مرتين من الحكومة السودانية خلال الستينيات، وأصبح أحد نتاجاتها في عام 1970. ولم ينشرها صالح مرة أخرى حتى عام 1986. وتلاها إغلاقها مرة أخرى من عام 1989 إلى عام 2000. وفي عام 2004، أُغلقَت مرة أخرى بسبب تقاريره عن الأزمة في دارفور. وفي آذار 2004، أصدر وزير العدل السوداني أمرًا إلى النيابة العامة بإنهاء إغلاق الصحف إلى أجل غير مسمى دون محاكمة. ومع ذلك، فقد ذكرت صحيفة الأيام وقوع حالات مضايقات من قوات الأمن في عام 2006.
اعتبارًا من عام 2011، بلغ توزيع صحيفة الأيام اليومي من 18000 إلى 20000 نسخة.